# Нож (филм из 1999)
Нож је југословенски и српски филм Мирослава Лекића снимљен 1999. године. Сценарио су писали Мирослав Лекић, Слободан Стојановић и Игор Бојовић на основу истоименог романа Вука Драшковића. У главним улогама су Жарко Лаушевић и Бојана Маљевић. Филм истиче бесмисао етничких подела и осуђује решавање етничких несугласица насиљем.
Ово је готово епска прича, која кроз судбину ликова говори о судбини нације и злу које се понавља као проклетство кроз столећа. У потрази за својим коренима, главни јунак филма открива нешто много дубље и суптилније. Кроз потрагу за сопственим идентитетом он све више упада у затворени круг мотивације зла. Филм је љубавни трилер са епским елементима, а љубав је његов круцијални потенцијал који нам показује да изнад сваког осећања зла постоји још дубље и снажније осећање.

## Радња
Главна нит филма прати живот Илије Југовића/Алије Османовића, док споредна радња прати догађаје из живота Атиф-аге Тановића.
Прича се фрагментарно плете у временском оквиру од 1941. до 1993. године око младића који је после узајамног покоља у два херцеговачка села као беба замењен, па је, иако Србин, одрастао уз мајку муслиманку у уверењу да је пореклом муслиман.
Догађаји почињу у једном селу код Гацка током Другог светског рата. Југовићи (православци) и Османовићи (муслимани) су комшије и кумови завађени око границе између њихових имања. Хоџа Вехбија је свестан да Османовићи потичу од Југовића, али на његово инсистирање Османовићи на православни Божић 1942. наоружани упадају у дом Југовића. Ту изврше стравичан покољ целе породице која се била окупила да прослави свој празник, али поштеде малог Илију, тек рођену некрштену бебу. Њега однесу у своје село и предају га Рабији, чији је муж погинуо те ноћи у походу на Југовиће. Намера им је да Рабија одгаја малог као своје дете и да направе од њега Муслимана који ће да мрзи и убија Србе.
Међутим, у Османовиће упадају четници и побију Муслимане, али Рабија успева да се сакрије на тавану куће са малим Илијом, а четници односе њеног правог сина, верујући да је то српско дете које су Османовићи отели Југовићима.
Мали Илија преживљава рат и одраста као Алија Османовић уз Рабију, вјерујући да му је она права мајка, а да су четници однели његовог брата. Алија касније одлази у Сарајево на студије, али га судбина његовог нерођеног брата прогања и он одлучује да га пронађе. Приликом једне посете Османовићима готово случајно сусреће сеоског хоџу, тајанственог човека познатог као „Сиктер“ Ефендија. Од њега Алија, тј. Илија, сазнаје страшну истину о свом пореклу и истина почиње да се открива.

### Одступања од романа
Крај филма битно одступа од краја романа, у светлу оружаних сукоба на подручју Босне и Херцеговине током деведесетих година 20. века (1993. године), који су омогућили да се радњи филма да једна нова димензија која у роману не постоји.
На крају филма, Илија (односно Алија, који се вратио свом српском имену и идентитету) током рата укршта путеве са Селимом Османовићем, који је као беба украден од Илијине помајке Рабије. Селим, кога су украли четници, васпитан је као Србин (под именом Милош) и командује јединицом српске војске. Када Милош легитимише Илију, открива да су обојица наводно рођени у истом селу у исто време, и сумња да је Илија шпијун са лажним идентитетом. У међусобном сукобу, који прети да се заврши трагично, откривају страшну истину и коначно проналазе један другог.
Међутим, у роману ова сцена уопште не постоји, будући да је роман први пут објављен више од десет година пре почетка сукоба у Југославији. У роману, Илија и Селим се такође срећу и упознају на крају, али под потпуно другим околностима. Наиме, када Милан Вилењак посети Атифагу Тановића да би осветио свог стрица, Атифага му открива истину о Југовићима и Османовићима, али му такође открива и да је он (Вилењак) заправо Селим Османовић, кога су украли четници и васпитали као Србина. Ипак, у филму су Вилењак и Селим Османовић два различита лика.

## Награде
На 34. Филмским сусретима у Нишу 1999. године:
- Љиљана Благојевић је за најбољу женску улогу добила награду Царица Теодора
- Александар Берчек је за најбољу мушку улогу добио награду Цар Константин
- Бојана Маљевић - Повеља за најбољу женску улогу
- Светозар Цветковић - Награда за најбољу епизодну мушку улогу

Другу награду за сценарио на Фестивалу филмског сценарија у Врњачкој Бањи 1999.

## Улоге
| Глумац                   | Улога                            |
| ------------------------ | -------------------------------- |
| Жарко Лаушевић           | Алија Османовић / Илија Југовић  |
| Бојана Маљевић           | Милица Јанковић                  |
| Александар Берчек        | Халил „Сиктер“ Ефендија          |
| Љиљана Благојевић        | Рабија Османовић                 |
| Петар Божовић            | Сабахудинага / Атифага Тановић   |
| Никола Којо              | Хамдија / Милан Вилењак          |
| Велимир Бата Живојиновић | Прота Нићифор Југовић            |
| Светозар Цветковић       | Командир Милош / Селим Османовић |
| Драган Максимовић        | Зулфикар Османовић               |
| Јосиф Татић              | Кемал Османовић                  |
| Драган Николић           | хоџа Велија                      |
| Драган Зарић             | Ђорђе Вилењак                    |
| Ненад Јездић             | млади Атифага Тановић            |
| Мира Бањац               | Нена Хикмета                     |
| Слободан Ћустић          | Хусеин Османовић                 |
| Марко Баћовић            | четнички војвода                 |
| Цвијета Месић            | Миличина тетка                   |
| Бранимир Брстина         | војник у џипу                    |
| Небојша Бакочевић        | Усташки доктор                   |
| Дубравко Јовановић       | Братомир Југовић                 |
| Горан Султановић         | усташки заповедник               |
| Владан Дујовић           | усташки бојник                   |
| Војин Ћетковић           | Љубо Никшићанин                  |
| Михајло Бата Паскаљевић  | посластичар                      |
| Душан Тадић              | професор медицине                |
| Милутин Јевђенијевић     | муслиман                         |
| Миле Станковић           | Југовић                          |
| Бојана Ковачевић         | Љубица                           |
| Рас Растодер             | шофер                            |
| Миодраг Кривокапић       | Ристо Криводолац                 |
| Драган Петровић          | Огњен Барковић                   |
| Милорад Капор            | млади Југовић                    |
| Срна Ланго               | Миличина другарица               |
| Борис Миливојевић        | Миралем поштар                   |
| Милица Михајловић        | Амра                             |

### Каскадери
- Миомир Радевић Пиги
- Бранислав Фистић
- Владимир Фистић

## Локације снимања
Филм је сниман на низу локација у Призрену, Билећи, Гацку, Требињу и Београду који су углавном сви морали да дочарају БиХ, нарочито Сарајево.

## Занимљивости
- Филм Нож је само за прва четири дана приказивања видело преко 100.000 гледалаца у биоскопима у Србији, захваљујући 28 филмских копија које је направио Монте Ројал.
- Петог дана приказивања почело је НАТО бомбардовање. Филм је наставио дистрибуцију након неколико месеци и у биоскопима га је видело преко 650.000 људи.
- Сцена у којој гори црква снимана је у августу месецу на плус 40 °C у Требињу. Да би се дочарала зимска снежна сцена просуто је око 60 t соли.[6]

## Културно добро
Југословенска кинотека је у складу са својим овлашћењима на основу Закона о културним добрима, 28. децембра 2016. године прогласила сто српских играних филмова (1911—1999) за културно добро од великог значаја. На тој листи се налази и филм Нож.